# Prlita
Prlita (en serbe cyrillique : Прлита) est un village de Serbie situé sur le territoire de la ville de Zaječar, district de Zaječar. Au recensement de 2011, il comptait 84 habitants. 

## Démographie

### Évolution historique de la population
| 1948 | 1953 | 1961 | 1971 | 1981 | 1991 | 2002 | 2011 |
| ---- | ---- | ---- | ---- | ---- | ---- | ---- | ---- |
| 837  | 908  | 854  | 646  | 451  | 250  | 142  | 84   |

|  |